# Evodianthus funifer
Evodianthus funifer Hammel & G.J.Wilder – gatunek wieloletnich pnączy z monotypowego rodzaju Evodianthus z rodziny okolnicowatych, występujących w Ameryce Środkowej od Kostaryki do Panamy, na Tobago oraz w północnej Ameryce Południowej.

## Morfologia
PokrójLiany o czepnych korzeniach przybyszowych lub rośliny naziemne.
ŁodygaSmukła, rozgałęziona (u lian) lub krótka i nierozgałęziona (u roślin naziemnych). Rozgałęzienia sympodialne.
LiścieUlistnienie skrętoległe. Blaszki liściowe dwuklapowe, rzadziej całobrzegie.
KwiatyKwiaty jednopłciowe, zebrane w kolbę wspartą przez 3 pochwy liściowe, położone bezpośrednio poniżej kwiatostanu. Kwiaty męskie symetryczne, lejkowate. Listki okwiatu położone w 2 przeciwległych okółkach. Kwiaty żeńskie wolne. Łożyska 4, parietalne. Szyjki słupków bardzo krótkie.
OwoceJagodopodobne, wolne.

## Systematyka
Pozycja systematyczna według Angiosperm Phylogeny Website (aktualizowany system APG IV z 2016)Należy do podrodziny Carludovicioideae, rodziny okolnicowatych, w rzędzie pandanowców (Pandanales) zaliczanych do jednoliściennych (monocots).
Typ nomenklatorycznyHolotyp Ludovia funifera, będącego bazonimem tego gatunku, nie został wskazany przez autora. Lektotyp został wskazany w 1958 roku przez Harlinga. Jest nim okaz zielnikowy zebrany przez Poiteau w Gujanie Francuskiej w pobliżu rzeki Mana, przechowywany w zbiorach Kew Gardens.
Podgatunki
- Evodianthus funifer subsp. fendlerianus Harling
- Evodianthus funifer subsp. funifer
- Evodianthus funifer subsp. peruvianus Harling
- Evodianthus funifer subsp. trailianus (Drude) Harling

## Zastosowanie
Korzenie powietrzne tej rośliny używane są w Ekwadorze do produkcji plecionych koszy.